# Maxillaria rhodoleuca
Maxillaria rhodoleuca är en orkidéart som först beskrevs av Rudolf Schlechter, och fick sitt nu gällande namn av Pedro Ortiz Valdivieso. Maxillaria rhodoleuca ingår i släktet Maxillaria och familjen orkidéer.
Artens utbredningsområde är Colombia. Inga underarter finns listade i Catalogue of Life.